# Václav Janík

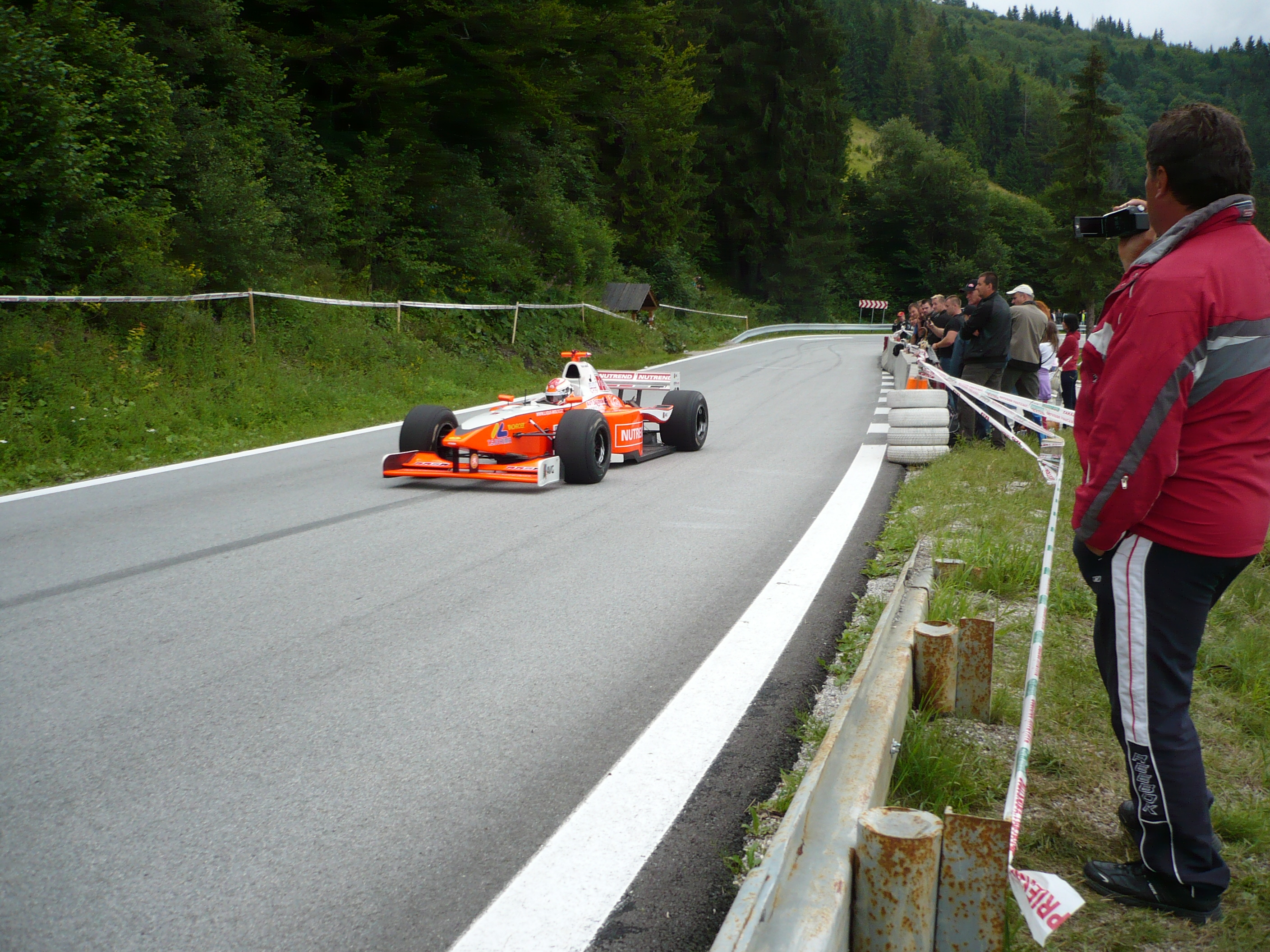
Václav Janík na Dobšinském kopci (2011)

Václav Janík (* 12. prosince 1973 Šternberk) je český automobilový jezdec v závodech automobilů do vrchu a na okruzích. Je držitelem titulu mistra Evropy za rok 2009 v závodech do vrchu, za který si zasloužil i vítězství v anketě Zlatý volant za tento rok. Získal také titulu mistra České republiky i vicemistra republiky. V roce 2018 získal druhé místo na závodě Ecce Homo ve Šternberku se závodním speciálem Norma M20FC Turbo. Od sezóny 2021 spolupracuje se značkou vozů Hyundai.

## Závodní kariéra

### Sezóna 1996
Janík začal závodit v roce 1996 s vozem Škoda Favorit 136L. Jeho první závod byl na Ecce Homo ve Šternberku, kde nakonec nedojel, protože se na voze propálil píst. Další závod v této sezoně nejel. Škodu Favorita používal až do roku 1999.

### Sezóna 2000
Změny nastaly až v roce 2000, kdy Janík vyměnil Favorita za konkurenčně schopnější auto – Škodu Felicii. S tímto vozem jel už více závodů, a vybojoval s ním i lepší výsledky.

### Sezóna 2001
V roce 2001 Janík přesedlal, z pouze upravené Felicie, na tovární závodní vůz Škoda Felicia Kit Car. S tímto vozem si připsal slušné výsledky. Získal první místo v závodech automobilů do vrchu v Brně. Poprvé získal svůj titul vicemistra České republiky.

### Sezóna 2002
Rok 2002 přinesl stejný vůz, jako v předcházející sezoně. Janík získal poprvé titul mistra České republiky.

### Sezóna 2003
Zásadní změnou byl rok 2003, kdy Janík začal používat BMW M3. Přestoupil do mnohem silnější skupiny závodních vozů. Tento rok přinesl velké seznamování s novým vozem.

### Sezóna 2004
Rok 2004 přinesl posun, protože Janík začal startovat v závodech Mistrovství Evropy. Podařilo se mu vyhrát skupinu v jeho cestovních vozech, a získal titul vicemistra České republiky v závodech automobilů do vrchu.

### Sezóna 2007
Janík svoje BMW používal do roku 2007, kdy začal fungovat tým NUTREND Racing. Získal první místa v závodech v Trieru a Serva De Estrella.

### Sezóna 2008
Změny nastaly v roce 2008, kdy začal používat nový vůz Mitsubishi Lancer EVO VIII. S tímto vozem získal třetí místo v Evropském poháru a třetí místo v pohárů týmů.

### Sezóna 2009
Jeden z největších úspěchů přišel v roce 2009, kdy Janík poprvé získal svůj titul Mistra Evropy v závodech automobilů do vrchu a získal druhé místo v Mistrovství České republiky, protože neabsolvoval kompletní sezónu kvůli přednosti startů v ME. Za úspěšný rok 2009 vyhrál prestižní českou motoristickou anketu Zlatý volant.

### Sezóna 2010
Další změny nastaly i tento rok. Janík přesedlal z Mitsubishi do Formule 3000 – Lola. S tou si vybojoval šesté místo na Mistrovství Evropy a čtvrté místo v Mezinárodním mistrovství České republiky. Mezi tím postavili vlastní závodní vůz BMW M3 E92 GTR, který patřil týmovému jezdci Karlovi Hubáčkovi.

### Sezóna 2012
Janík tento rok obhájil titul FIA Challenge. Dokázal vyhrát v Jahodné, Glasbachu nebo v Dobšiné na Dobšinském kopci, a také bral druhé místo v Mezinárodním mistrovství České republiky.

### Sezóna 2015
Janík se svou Formulí 3000 – Lola vydržel do roku 2014, kdy přesedlal na největší maximum svého vozu, a to Normu M20FC Turbo. S tímto vozem dokázal čtyřikrát vyhrát ve FIA Cupu.

### Sezóna 2016
Obrovské změny nastaly v roce 2016, když tým Janík Motorsport, kromě závodů automobilů do vrchu přesedlal také na okruhy. Pět krát se Janíkovi podařilo vyhrát ve FIA Cupu.

### Sezóna 2017
Do týmu přibyla nová Norma specifikace 2017, 6x se Janíkovi podařilo vyhrát ve FIA Cupu. K tomu dopomohlo i vítězství v Jahodné. Tým se s Normou účastnil i okruhových závodů. Janíkovi se podařilo vyhrát ve FIA CEZ Circuit a nakonec i ve FIA CEZ Endurance.

### Sezóna 2018
Janíkův tým v roce 2018 jako první závodní tým v ČR začal používat novou Normu LMP3. Janíkovi se podařilo 7x vyhrát závod ve FIA Hill Climb Cupu, vyhrál FIA CEZ Circuit i FIA CEZ Endurance. Největší úspěch však přišel na domácím Ecce Homo ve Šternberku, kde porazil i Simone Faggioliho a dojel na 2. místě v absolutním pořadí. Na závěr sezóny Janík oslavil další titul ve FIA Hill Climb Cupu.

### Sezóna 2019
Rok 2019 byl opět ve znamení závodů automobilů do vrchu i na okruzích. V závodech do vrchu Janík startoval ve FIA Hill Climb Cupu a na okruzích ve FIA CEZ Endurance, kde vybojoval v sezóně pole position a vítězství. Ve FIA Cupu ho tento rok trápila technika a umístil se celkově na 3. pozici.

### Sezóna 2020
Kvůli pandemii covidu-19 Janíkův tým nezahálel a poctivě trénoval na motokárách. Díky opatřením, které nastaly, padla volba na Mistrovství České republiky v závodech do vrchu, kde skončil celkově na 3. příčce. Tým Janík Motorsport letos vstoupil do projektu ACCR Czech Talent Team pro rozvoj a podporu mladých jezdců. Absolvovali sezónu v TCR Eastern Europe s jezdcem Dušanem Kouřilem. Na konci roku navázali spolupráci s dalším jezdcem z programu Jáchymem Galášem.

### Sezóna 2021
Velké týmové změny přišly v sezóně 2021. Tým Janík Motorsport v březnu tohoto roku oznámil, že vstupují do prestižní série cestovních vozů – TCR Europe se dvěma vozy Hyundai i30 N TCR. S podporou juniorského programu Hyundai v jednom voze startoval Jáchym Galáš a se druhým vozem jel slovenský zkušený jezdec Maťo Homola, který v předchozích letech už absolvoval sezóny v TCR Europe. Homola startoval za podpory slovenského závodního týmu Jantar Team. Tímto započala spolupráce se značkou Hyundai. Týmu se v první sezóně TCR Europe dařilo. Maťo Homola dokonce vybojoval stříbrnou příčku v belgickém Spa-Francorchamps. Ještě sladší chvíle přišla ale v závodě na legendární Monze. Tam dokázal Maťo Homola zvítězit premiérově za Janík Motorsport. Celkově skončil tým Janík Motorsport za podpory Hyundai na konečném 7. místě v šampionátu z konkurence 15 týmů. Homola bral celkově 13. místo v hodnocení jezdců, Jáchym Galáš předvedl v nováčkovské sezóně krásný výsledek a skončil na 17. místě. To podstatnější je, že vybojoval 2. příčku v hodnocení mladých jezdců do 23 let v tomto prestižním šampionátu.
Tým se zároveň opět zaměřil na závody do vrchu – konkrétně návrat do FIA Hill Climb Cupu a na FIA CEZ na okruzích v prototypu Norma M30 LMP3. Na jarních závodech Ecce Homo Šternberk zasáhl Janíkovu Normu M20FC požár, proto musel zbytek sezóny FIA Hill Climb Cupu jet se svým starším monopostem Lola B03/51, která nedisponovala takovým výkonem jako Norma. I tak se mu ale podařilo dojet na krásné 2. příčce v absolutním pořadí kategorie II (formulových vozů).

### Sezóna 2022
V roce 2022 se tým Hyundai Janík Motorsport zaměřil výhradně na okruhové závody. Jezdecké duo Jáchym Galáš a Maťo Homola zůstalo nezměněno. Změna ovšem přišla v podobě nových vozů, které do týmu přibyly. Starší Hyundai i30 N TCR vyměnili za novější model Elantra N TCR, se kterými budou Homola a Galáš jezdit v prestižním šampionátu TCR Europe. Starší modely ovšem našly své využití. Tým letos nově startoval ve dvou šampionátech cestovních vozů. Tím druhým byl TCR Eastern Europe, kde působil Václav Janík s českým rallyovým jezdcem Petrem Semerádem právě s těmito staršími modely. Janík ovšem okusil nejen okruhy, ale i vrchy s tímto vozem. Absolvoval úvodní podnik MČR v závodech do vrchu na brněnském automotodromu. Tím druhým bylo domácí Ecce Homo Šternberk, kde bohužel nemohl atakovat přední příčky, na které je zvyklý s formulovými monoposty.
Do prvního závodu TCR Eastern Europe na maďarském okruhu Hungaroring nastoupily rovnou čtyři cestovní vozy Hyundai Janík Motorsport. Homola s Galášem brali tento podnik jako test pro šampionát TCR Europe. Janík se Semerádem ale bojovali o velmi cenné body do celkového hodnocení týmů, ale i jezdců. Galáš a Janík měli v prvním závodě smůlu. Janík musel odstoupit kvůli technické závadě a Galáš po kontaktu s ostatními jezdci. Homola skončil druhý a Semerád čtvrtý. Další závod, který se jel v neděli, byl povedený. Homola projel cílovou čarou na 1. místě, byl ale penalizován za kontakt s jiným jezdcem v podobě 10 sekund, což ho posunulo na konečné 6. místo. Galáš tedy slavil vítězství a Semerád dokončil závod druhý. Václav Janík při debutu v tomto šampionátu obsadil 12. pozici.
Na dalším závodě TCR Eastern Europe na Red Bull Ringu získal Janík v obou závodech pódiová umístění v podobě krásného 3. místa. Semerád první závod nedokončil, ve druhém dojel druhý. Bitva o titul byla v této sérii velice těsná a napínavá až do konce. O titul bojoval Semerád a polský jezdec Bartosz Groszek. Semerád po celou sezónu podával kvalitní umístění. V posledním závodě na okruhu v Mostě Semerád vedl. Bohužel ho opět zradila technika a přišel tak o titul v této sérii. Václav Janík dokončil na vynikající 2. pozici. Zklamaný být ovšem nemusel tým Hyundai Janík Motorsport, který vyhrál celkovou klasifikaci TCR Eastern Europe a stal se tak nejlepším týmem této sezóny.
Dařilo se také dvojici Galáš-Homola ve větším a prestižnějším šampionátu TCR Europe. Týmu se opět dařilo na závodě ve Spa-Francorchamps, kde Galáš premiérově v této sérii vyhrál a hned za ním dojel Homola, takže tým mohl oslavovat první double. Homola si bohužel před koncem sezóny poranil ruku a nemohl dále v rozjeté sezóně pokračovat. V kokpitu Elantry ho nahradil v italské Monze Václav Janík, který tak debutoval v TCR Europe a obsadil 19. místo. Povedený víkend měl Jáchym Galáš, protože skončil druhý. V celkové klasifikaci šampionátu skončil na 9. místě. Maťo Homola, pro kterého to nebyla příliš úspěšná sezóna, se umístil na 14. pozici. Tým Hyundai Janík Motorsport si ale oproti minulému roku polepšil o dvě místa a skončil pátý v celkovém hodnocení z konkurence 19 týmů.

### Sezóna 2023
V lednu tohoto roku přijmul Janík Motorsport do týmu nový závodní speciál KTM X-Bow GTX, se kterým bude startovat po delší pauze Karel Hubáček, který byl dříve spojený hlavně se značkou BMW. Do týmu také přibyly dva nové okruhové vozy Hyundai Elantra N TCR, které jim poskytl partner Hyundai.
V březnu odhalil tým své plány do světa virtuálního závodění. Zúčastní se prestižního českého šampionátu v simracingu Mercedes-Benz Virtual GP.
U týmu ani letos nechyběly nová jména. Ve východoevropském šampionátu TCR Eastern Europe budou letos závodit rovnou čtyři zástupci týmu. Vybrané závody odjede člen týmu z minulého ročníku a vicemistr tohoto šampionátu Petr Semerád. O sedačku se bude dělit s úspěšným motokárovým závodníkem Adamem Koutem, který je jedním z nováčků. Stejně tak polský junior Carlo Czepiel, díky kterému tým navázal spolupráci se společností ORLEN. Známý člen týmu Maťo Homola letos vynechá evropský šampionát a bude se soustředit pouze na TCR Eastern Europe.
Sestava zůstává podobná pro závody automobilů do vrchu, podobně jako předchozí sezóny. Václav Janík pojede po dlouhé pouze se spravenou Normou M20 FC s motorem Mugen. S KTM X-Bow GTX již zmíněný Karel Hubáček, Lola B02/50 bude patřit Jiřímu Svobodovi a stejnou značku jako Václav Janík, ale o litr menší kubaturu bude sedlat David Dědek. V Hyundai Elantře pojede Jaromír Malý.

### TCR Eastern Europe
| Rok  | Tým                      | Vůz               | 1      | 1     | 2    | 2    | 3    | 3    | 4    | 4    | 5    | 5    | 6    | 6    | Umístění | Body |
| ---- | ------------------------ | ----------------- | ------ | ----- | ---- | ---- | ---- | ---- | ---- | ---- | ---- | ---- | ---- | ---- | -------- | ---- |
| 2022 | Hyundai Janík Motorsport | Hyundai i30 N TCR | HUNRet | HUN12 | RBR3 | RBR3 | POZ5 | POZ3 | GRO6 | GROC | SVK7 | SVK5 | MOS6 | MOS2 | 5. místo | 64   |